# Candlemas Island
Candlemas Island (deutsch auch Lichtmessinsel) ist eine kleine, unbewohnte Insel des im südlichen Atlantischen Ozean gelegenen Britischen Überseegebietes „Südgeorgien und die Südlichen Sandwichinseln“, die zusammen mit der nur 4,5 km südwestlich gelegenen, durch den Nelson Channel von ihr getrennten Nachbarinsel Vindication die Gruppe der Candlemasinseln in den Südlichen Sandwichinseln bildet.

## Geographie
Candlemas Island weist eine Länge von etwa 5,4 km sowie eine Breite von 2,5 km auf und besteht aus zwei zu verschiedenen Zeiten entstandenen Vulkanen, die wahrscheinlich erst in historischer Zeit durch flache Landbrücken miteinander verbunden wurden. Der ganzjährig größtenteils von einer Eiskappe bedeckte südliche Teil der Insel ist der Überrest eines alten, längst erloschenen Vulkans, dessen einstiger Hauptkrater östlich der heutigen Insel vermutet wird. Die beiden höchsten Erhebungen der Insel, der 550 Meter hohe Mount Andromeda im Süden und der nördlich davon gelegene Mount Perseus (455 m), stellen mit dem sie verbindenden Grat den mutmaßlichen westlichen Rand dieses angenommenen Kraters dar.
Der kleinere nördliche Teil der Insel besteht aus dem erdgeschichtlich sehr jungen Schichtvulkan Lucifer Hill, der eine Höhe von ungefähr 230 Metern erreicht, und mehreren von ihm ausgehenden Lavaströmen. Lucifer Hill war bis in jüngste Zeit aktiv; die letzten sicher belegten Eruptionen ereigneten sich 1823 und 1911. Beobachtungen eines glühenden Lavastroms im Jahr 1954 sowie die 1964 festgestellten Fumarolen und Dampfemissionen lassen auf zumindest einen weiteren Ausbruch in der Mitte des 20. Jahrhunderts schließen. Die vulkanische Wärme des Bodens verhindert die Ausbildung einer dauerhaften Bedeckung durch Eis und Schnee im Nordteil von Candlemas.
Während der südliche Teil von Candlemas Island  wie die meisten der Südlichen Sandwichinseln aus basaltischer Lava gebildet wurde, besteht der Nordteil vollständig aus Andesit und Dazit.

## Geschichte
Die Inselgruppe Candlemas Islands wurde am 2. Februar 1775, dem Festtag Mariä Lichtmess (englisch candlemas), auf der zweiten Südseeexpedition James Cooks entdeckt und nach dem Tag der Entdeckung benannt. Die ursprünglich für die gesamte Inselgruppe verwendete Bezeichnung wurde durch Teilnehmer der britischen Discovery Investigations, die im Jahr 1930 mit der RRS Discovery II im Gebiet der Südlichen Sandwichinseln tätig waren, auf die Hauptinsel der Gruppe übertragen.